# Turtle Islands (Föderierte Staaten von Mikronesien)
Die Turtle Islands (englisch für „Schildkröteninseln“) sind eine kleine Inselgruppe im mikronesischen Bundesstaat Yap.
Sie liegen etwa 13 km vor dem östlichen Riffkranz des Ulithi-Atolls und 4 km westlich der Zohhoiiyoru Bank. Die drei Inseln der Turtle Islands sind (von Nordwest nach Südost, mit Flächenangaben):
- Pau (Yeew) (15 Hektar)
- Bulubul (Bul'bul') (5 Hektar)
- Losiep (L'oosiyep) (21 Hektar)

Die kleinen durchweg bewaldeten und unbewohnten Koralleninseln sind von einem gemeinsamen, länglichen Korallenriff eingefasst, das eine Größe von sechs Kilometern und eine maximale Breite von 1,5 km aufweist. Es handelt sich um unvollständig ausgebildetes Atoll mit einer kleinen, langgestreckten Lagune.
Verwaltungsmäßig gehört die kleine Inselgruppe ebenso wie die östlich benachbarte Zohhoiiyoru Bank zur früheren Gemeinde (municipality) Ulithi sowie zum Herrschaftsgebiet des Oberhäuptlings (high chief oder paramount chief) von Ulithi bzw. zur aktuellen Gemeinde Falalop.
Zumindest die Hauptinsel L'oosiyep war früher bewohnt und bildete mit den übrigen Turtle Islands und den beiden Inseln der östlich benachbarten Zohhoiiyoru Bank den Distrikt L'oosiyep, einen der ursprünglich acht Distrikte von Ulithi. Die Einwohnerschaft siedelte vollständig auf die Insel Falalop um.
Die Turtle Islands Conservation Area umfasst neben den drei Inseln der Gruppe auch die beiden Inseln der Zohhoiiyoru Bank, Gielap und Iar. Das Gebiet stellt ab auf den Schutz der Brutgebiete von Meeresschildkröten und Seevögeln.